# Namswea
Namswea ist ein Verwaltungsbezirk (Ward) des ostafrikanischen Distrikts Mbinga in der tansanischen Region Ruvuma.

## Geografie
Namswea liegt im Südwesten von Tansania etwa 90 Kilometer Luftlinie westlich der Regionshauptstadt Songea und nahe dem Malawisee. Das gebirgige Gebiet liegt im Südlichen Hochland und großteils über 1000 Meter Seehöhe.
Der Bezirk grenzt im Nordwesten an Linga, im Osten an Ruanda und im Südwesten an Muungano. Bei der Volkszählung 2022 lebten 5191 Menschen in 1256 Haushalten auf einer Fläche von 155 Quadratkilometern.

## Gliederung
Der Bezirk besteht aus zwei Gemeinden (Mtaa) mit 14 Orten (Kitongoji):
| Kindimba Juu - litundu A - Litundu B - Mitanga - Likimba - Komboni - Kindimba Kati - Mbugani - Nkaya - Litoki - Sinai | Ndongosi - Mzizima - Maendeleo - Upendo - Songambele |

## Infrastruktur
- Bildung: Im Bezirk gibt es zwei weiterführende Schulen.[8] Die Namswea Secondary School ist eine staatliche Schule,[9] die Kindimba Juu Secondary School eine Privatschule.[10] Beide bieten eine Ausbildung bis zur 4. Stufe für Tages- und Internatsschüler.
- Gesundheit: In der Gemeinde Kindimba Juu liegen ein staatliches Gesundheitszentrum[11] und zwei staatliche Apotheken.[12][13] Ebenfalls eine staatliche Apotheke gibt es in Ndongosi.[14]

## Sonstiges
Die Pfarrgemeinschaft Alzenau-Hörstein-Wasserlos der unterfränkische Stadt Alzenau pflegen eine Partnerschaft mit Namswea.